# Estrellita ¿dónde estás?
Estrellita ¿dónde estás? es una canción infantil con texto de Jane Taylor.

## Historia
Se trata de una canción infantil cuya letra fue escrita por la escritora británica Jane Taylor con base a la música del compositor austríaco Wolfang Amadeus Mozart. El libro Nursery Rhymes, de Taylor fue el mayor éxito de ventas de la editorial inglesa Darton & Harvey en el siglo XIX. Rápidamente se convirtió en una popular canción infantil y navideña y apareció en otros países con distintos títulos y letras, como en francés «Ah! vous dirai-je, Maman», en inglés «Twinkle, Twinkle, Little Star»  y en alemán «Morgen kommt der Weihnachtsmann». También existe otra versión de la canción en español, Campanita del lugar, que utiliza la misma melodía.

## Letra
La letra fue escrita en 1806, por Jane Taylor, una compositora inglesa. Es muy simple para que les guste a los bebés:
Estrellita, ¿dónde estás?
Quiero verte titilar.
En el cielo sobre el mar,
Un diamante de verdad.
Estrellita, ¿dónde estás?
Me pregunto, ¿qué serás?

La letra de Campanita del lugar es un villancico navideño:

Campanita del lugar,
suena alegre, suena.
noche en que Jesús nació,
que a la Humanidad salvó.
Campanita del lugar,
suena alegre, suena.

## Música
Se desconoce quién compuso la melodía original pero se sabe que Wolfgang Amadeus Mozart compuso un conjunto de variaciones en piano de la melodía del tema.